# Таксідо-Парк (Нью-Йорк)
Таксідо-Парк (англ. Tuxedo Park) — селище (англ. village) в США, в окрузі Орандж штату Нью-Йорк. Населення — 645 осіб (2020).

## Географія
Таксідо-Парк розташоване за координатами 41°11′49″ пн. ш. 74°12′37″ зх. д. / 41.19694° пн. ш. 74.21028° зх. д. (41.197024, -74.210391).  За даними Бюро перепису населення США в 2010 році селище мало площу 8,34 км², з яких 6,88 км² — суходіл та 1,46 км² — водойми.

## Демографія
Згідно з переписом 2010 року, у селищі мешкали 623 особи в 248 домогосподарствах у складі 181 родини. Густота населення становила 75 осіб/км².  Було 369 помешкань (44/км²).
Расовий склад населення:
| - 87,5 % — білих - 6,3 % — азіатів - 0,8 % — чорних або афроамериканців - 0,2 % — корінних американців |

До двох чи більше рас належало 5,0 %. Частка іспаномовних становила 5,1 % від усіх жителів.
За віковим діапазоном населення розподілялося таким чином: 22,0 % — особи молодші 18 років, 61,1 % — особи у віці 18—64 років, 16,9 % — особи у віці 65 років та старші. Медіана віку мешканця становила 47,2 року. На 100 осіб жіночої статі у селищі припадало 104,3 чоловіків;  на 100 жінок у віці від 18 років та старших — 110,4 чоловіків також старших 18 років.
Середній дохід на одне домашнє господарство  становив 179 798 доларів США (медіана — 120 521), а середній дохід на одну сім'ю — 207 147 доларів (медіана — 130 357). Медіана доходів становила 103 750 доларів для чоловіків та 64 000 доларів для жінок. За межею бідності перебувало 2,4 % осіб, у тому числі 5,4 % дітей у віці до 18 років та 0,0 % осіб у віці 65 років та старших.
Цивільне працевлаштоване населення становило 275 осіб. Основні галузі зайнятості: фінанси, страхування та нерухомість — 24,7 %, науковці, спеціалісти, менеджери — 18,9 %, освіта, охорона здоров'я та соціальна допомога — 17,8 %.